# Nephrotoma setirostra
Nephrotoma setirostra is een tweevleugelige uit de familie langpootmuggen (Tipulidae). De soort komt voor in het Afrotropisch gebied.